# Antonio Peña y Goñi
Antonio Peña y Goñi (Sant Sebastià, 2 de novembre de 1846 - Madrid, 13 de novembre de 1896) va ser un crític i compositor musical guipuscoà.
Va estudiar en la seva ciutat natal i en l'escola dels germans de María de Sant Joan de Llum. Els estudis musicals els va realitzar amb el Mestre Santesteban també en la seva ciutat natal, on va arribar a convertir-se en un notable pianista. Posteriorment es va traslladar a Madrid i va estudiar harmonia en el conservatori, convertint-se en un notable intèrpret del teclat. Tot i així, les seves intencions mai van ser les de dedicar-se a la música, sino més bé a la literatura musical. Segons notifica Luis carmena y Millán (El Imparcial, 09-11-1885), va començar a escriure en El Imparcial els seus primers articles en el 1886. El seu particular estil es va fer sentir des del principi quan feia referència a la interpretació d'òperes, sarsueles i concerts del moment, sortint-se dels texts al ús. Va suposar un canvi quasi radical si es comprova que els diaris polítics dedicaven molt poc espai a l'activitat musical, aspecte que va anar canviant i al que sense dubte ell va contribuir. Per el mateix Carmena y Millán, van ser els articles de Peña y Goñi els que van transformar la premsa madrilenya, consolidant noves referències. En 1873, arran de la constitució de San Fernando, se'l va proposar pertànyer a ella, però no va acceptar per considerar-se massa jove. Amb intenció d'ampliar els seus escrits i ja instal·lat com a funcionari en el Ministeri de Foment, va tractar amb el filòsof Manuel de la Revilla per posar en marxa una revista setmanal titulada La Crítica, de la qual el primer número va ser publicat el 15 d'octubre de 1874 i va fracassar per raons econòmiques. A partir d'aquest moment, va escriure per a diferents mitjans de comunicació com a crític musical, col·laborant amb El Globo, El Tiempo, La Europa, El Liberal i La Época entre els diaris i La Ilustración Española, Revista Contemporánea, Revista Europea i Madrid Cómico entre les publicacions setmanals o mensuals. En 1878, sota el títol de Impresiones musicales, es van publicar alguns dels seus primers articles critico-literaris apareguts en els diaris. Va ser corresponsal a Espanya de Le Ménestrel, ja que, per la seva formació, dominava perfectament el francès. A més de ser conegut pels seus articles, també ho va ser pels seus opuscles, entre els quals destaquen:
- La obra maestra de Verdi
- Los despojos de La Africana
- Carlos Gounod
- Arte y patriotismo
- El Mefistófeles de Arrigo Boito
- Contra la ópera española
- Barbieri
- Los artistas del Real
- Los gnomos de la Alhambra de Chapí
- Luís Mancinelli
- La Sociedad de Conciertos de Madrid

No obstant això, la seva publicació més important, que va comptar amb el patrocini de la Academia de Bellas Artes de San Fernando, va ser La ópera española y la música dramática en España en el siglo XIX, apareguda al 1885. Aquesta obra constitueix una de les aportacions més importants sobre la lírica espanyola del segle xix i el primer intent d'abordar, des del punt de vist d'un musicòleg, la dramatúrgia musical d'aquest segle. En 1892, va prendre possessió de la seva plaça d'acadèmic de San Fernando, després d'haver estat presentat per Arrieta, Barbieri i Jimeno. Els seus últims projectes se centraven en un fullet en el qual explicava els primers anys de la carrera artística de Chapí, treball que no va arribar a publicar-se. Durant els últims anys de la seva vida, es va distingir com a cronista, escrivint articles breus a l'ús en la premsa de la Restauració. Els diaris El Liberal i La Época van recollir gairebé totes aquestes cròniques, les quals es van col·leccionar en tres llibres titulats De buen humor, Cajón de sastre i Cuatro cosas. Un altre aspecte de la seva vida literària, va ser el de cronista taurí, que disfressava amb el pseudònim de "El Tío Gilena", sent director de La Lidia, a més de col·laborar en revistes especialitzades. Va escriure un llibre de referència titulat Lagartijo y Frascuelo. Un altre gènere al qual va dedicar certa atenció va ser el de cronista del joc de pilota, on va posar de manifest la seva vinculació al País Basc, proximitat que es va manifestar en alguns escrits com la biografia dedicada a Iparraguirre, amb motiu de la inauguració de la seva estàtua a Urretxu (Guipúscoa). A la seva mort el 1896, comptava amb una producció de més de tres-cents escrits.
La seva obra és especialment destacada dins de la vida musical espanyola durant l'etapa de la Restauració. Sens dubte, el musicògraf basc és el màxim representant d'una nova manera de fer crítica en la premsa de Madrid. Al voltant de 1850, la crítica es limitava a una ressenya en la qual es donava compte de la impressió produïda per una audició musical, sense cap tipus d'anàlisi. Amb la publicació de La Iberia Musical es va produir un lleuger avenç que no va repercutir massa. Després de produir diversos intents en algunes publicacions musicals especialitzades, el canvi es va consolidar en les columnes dedicades a aquests temes per El Imparcial i que llavors, amb tot just vint anys, signava Peña, amb el seu particular estil "excessiu en tot". En les seves crítiques unia un estudi bastant sistemàtic amb un llenguatge acerat i nerviós. En una autopresentació, apareguda en La Ilustración Musical, es definia com un "escriptor que s'ha de lliurar al públic tal com és, en cuirs vius, perquè puguin apreciar-se les seves bones qualitats, si les té, i assenyalar els seus defectes, que mai escassegen". El seu èxit com a cronista li va servir per conèixer i tractar a gran part dels responsables de la vida cultural i espanyola del moment, des d'escriptors com Galdós o el pare Coloma, que va assistir al crític basc en els seus últims moments, fins als dos músics espanyols (o estrangers) més destacats. Especialment important va ser la seva vinculació amb Charles Gounod, amb qui el va unir una amistat d'anys, el mateix que amb Wieniawski, amb el qual va tenir l'oportunitat de tocar a París el 1878.
El seu nivell tècnic devia ser considerable a jutjar per l'article de Ballesteros aparegut en El Globo (13-11-1896), en el que refereix que el seu "canvi d'aires de sarsueles populars es digne d'un mestre, perquè s'hi prova, a més d'una erudició sòlida, un gust artístic innegable". De la seva mà van sorgir algunes composicions, entre les quals destaquen la fantasia Vasconia, el caprici Nostalgia de un vasco i una fantasia sobre motius de Pan y toros de Barbieri, que va ser interpretada en nombroses ocasions per la orquestra de la Societat de Concerts. Va ser comenador de l'orde d'Isabel la católica, cavaller de la de Carles III, mereixedor de la Creu del Mérit Naval, soci honorari de la Sociedad de Conciertos de Madrid i membre de varies acadèmies.
Tot i així, les seves majors aportacions van venir donats per els comentaris i cròniques que va escriure al llarg de la seva vida. Peña y Goñi va establir quasi des del principi del seu deure una orientació d'obertura cap a la música de Richard Wagner, va ser un dels principals apòstols en Espanya del compositor Alemany, reflectint en les seves cròniques un esperit que movia a quasi tot Europa en pos de l'autor de Tristan und Isolde. En un article aparegun en La Época (10-4-1892, sense autor) es comenta que "se propuso elevar a Wagner a las alturas donde se forja el rayo y diez años después de entonar el primer canto entusiasta en honor del autor de Parsifal el público le hacía coro, aplaudiendo con fervor primero, con locura y vértigo después, en el Teatro del Príncipe Alfonso". Van ser molt nombrosos els articles en els que s'exaltava la figura de Wagner, els quals van encendre en alguns compositors hispans com Arrieta i, sobre tot, Chapí en oposició als que defendien l'italianisme en l'òpera, cecs per Barbieri i, d'altra manera, Bretón. A mesura que es donaven a conèixer les òperes wagnerianes en Madrid, Peña es va configurar com el seu testimoni. Arran de l'estrena de Los maestros cantores de Nuremberg en la capital d'Espanya va escriure en La Época (19-03-1893): 
"Hay que hacer notar que la obra de Wagner és la revelación de un novísimo arte, arte que rompe con todos los moldes establecidos, que se presenta con un carácter absolutamente reñido con las tradiciones de la ópera, ostenta naturaleza especial, y contiene fórmulas debidas única y exclusivamente al genio del amor".
Al llarg de les seves crítiques, es va establir com el més important sustentador del wagnerisme a Espanya, d'una manera paral·lela a comentaristes, intèrprets i compositors com Jimeno de Lerma, Chapí o Mancinelli, tots ells amics i col·laboradors seus.
Però va ser en el camp de la música espanyola on va deixar majors aportacions. La seva obra La ópera española y la música dramática en España en el siglo XIX va ser saludada per Luis Carmena y Millán com:
"Un verdadero monumento elevado al arte musical de nuestra patria, de palpitante interés para la generación presente, y que será en el porvenir documento de primera importancia, que habrá que tener a la vista para escribir la historia general de la música española" (El Imparcial, 9-XI-1885)
En aquest llibre estableix la seva tesi que la sarsuela és l'autèntica òpera nacional, tesi que ja havia presentat amb motiu de l'edició de l'opuscle Contra la ópera española (1885). Íntim amic de Chapí, va ser el seu principal valedor, encara que per descomptat no l'únic, en els mitjans de comunicació, justificant qualsevol de les seves decisions creatives i pregonant les seves aportacions en tots els mitjans. Precisament la seva vinculació estètica i afectiva amb l'autor de Villena li va fer establir-se com antagonista de Tomás Bretón, al qual considerava decadent i italianista. Va exaltar la sarsuela espanyola de qualitat i les figures de Arrieta i Barbieri, especialment en tant que precursors de Chapí. A aquest últim, el presenta com la figura que venia a salvar l'òpera española a través de la sarsuela. El seu radicalisme en el cas de Bretón es va manifestar en les seves dures i sistemàtiques critiques contra l'autor salmantí, sobretot arran de les estrenes de les seves òperes Los amantes de Teruel i La Dolores. D'altra banda, va ser un defensor a ultrança dels compositors hispans, fent-se eco de qualsevol esdeveniment d'aquest tipus, sempre que tingués una orientació estètica pròxima al wagnerisme.
De les seves obres, l'única que s'ha editat en el S.XX i no del tot és La ópera española y la música dramática en España en el siglo XIX, en una versió tallada i presentada per Eduardo Rincón (Madrid, 1967). A tenir en compte pels aports biogràfics que conté és el discurs de resposta de Francisco Asenjo Barbieri al que Peña va llegir en la Reial Acadèmia de Belles Arts de San Fernando el 10 d'abril de 1892. Com articles sobre la seva activitat i la seva obra destaquen els apareguts en El Imparcial (09-11-1896) i El Globo (13-11-1896). No s'ha fet encara la catalogació dels seus escrits, que fàcilment pot superar els tres-cents, solament de música, deixant de banda altres orientacions.

## Escrits musicals
- La ópera española y la música dramática en España en el siglo XIX, Madrid, Imp. El Liberal, 1881.
- Luis Mancinelli y la Sociedad de Conciertos de Madrid, Madrid, M. G. Hernándes, 1891
- Cuatro cosas, Madrid, Imp. de la Revista de Navegación, 1895

## Obra
- Bascónia, aires del país, p o sex (UME)
- En la tumba de Santesteban, p (BZ)
- Los pelotaris, Zort, p (BZ)
- Pepita, Zort, p (BZ)
- Recuerdo a Vilinch, petita rapsòdia vacongada, p (UME)
- Recuerdos de Biarritz, pequeó Prel, p (BZ)
- San Sebastián, Paso guipuzcoano, p (BZ)
- Viva Hernani, Zort, p (CD)